# Município Neutro
O Município Neutro foi uma unidade administrativa criada no Império do Brasil, que existiu no território correspondente à atual localização do município do Rio de Janeiro entre 12 de agosto de 1834 (quando foi proclamado o Ato Adicional à Constituição de 1824) e 15 de novembro de 1889, quando foi proclamada a república no Brasil. Mas só deixou de existir oficialmente com a promulgação da Constituição de 1891. Pela constituição republicana, esta unidade administrativa tornou-se o Distrito Federal, em 1891, cuja situação política mudou novamente quando tornou-se o estado da Guanabara, em 1960 e, posteriormente, com a fusão deste com o estado do Rio de Janeiro, em 1975.

## História

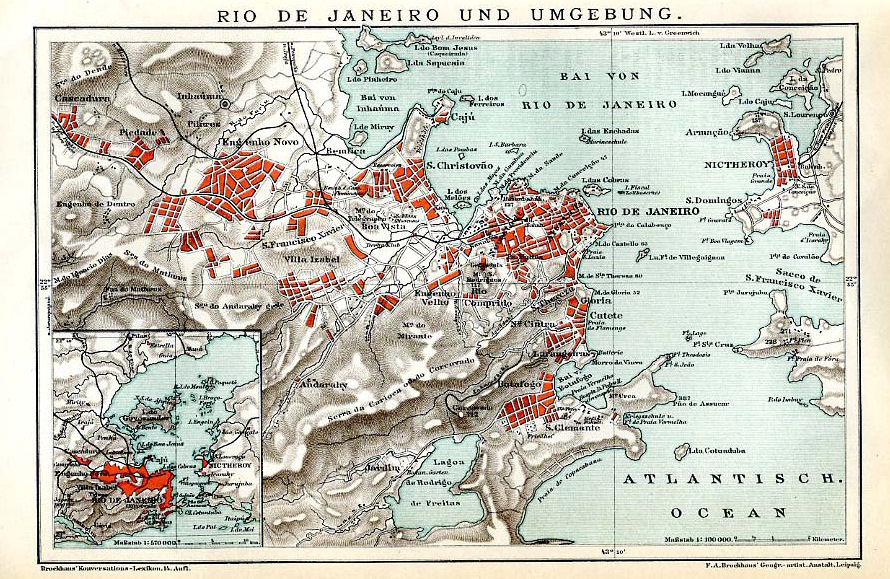
Cidade do Rio de Janeiro em 1895.

Após a transferência da Corte portuguesa para a cidade do Rio de Janeiro, a capitania manteve-se diretamente administrada pelo governo real, num status diferenciado em relação às demais, cujas administrações eram ligeiramente mais autônomas em relação ao poder central, haja vista sua principal cidade ter se transformado na capital de todo o reino português.
Com a independência do Brasil, não se pôde alcançar a maior autonomia administrativa que sua elite aspirava como nas demais capitanias, agora transformadas em províncias, já que ao ministro do Reino, cargo que foi praticamente um substituto para o de Vice-Rei, confiava-se a administração fluminense.
Aliado a isto, estava o fato de que a cidade do Rio de Janeiro permaneceu como a capital do império do Brasil, o que fazia com que o ministro administrasse a província inteira por meio de "avisos", os quais dirigia às Câmaras Municipais de cidades que, naquela época, cresciam a passos largos devido à ampliação e fortalecimento da lavoura cafeeira no Vale do Paraíba, que já sobrepujava a força da lavoura canavieira na região Norte Fluminense.
Essas diferenças com relação às demais unidades administrativas do Brasil fez com que, em 1834, a cidade do Rio de Janeiro fosse compreendida no Município Neutro, permanecendo como capital do império e diretamente administrado pelo governo imperial, enquanto a província do Rio de Janeiro passou a ter a mesma organização político-administrativa das demais, tendo sua capital na Vila Real da Praia Grande, que no ano seguinte passou a chamar-se Niterói.
O Município Neutro passava, também, a ter uma Câmara eleita pela população local e que cuidaria da vida daquela entidade sem interferência do presidente de província ou do gabinete dos ministros, com exceção dos serviços que ficavam subordinados ao governo nacional. Em 1889, após a implantação da República no Brasil, a cidade do Rio de Janeiro continuou como capital do país, e o Município Neutro torna-se o Distrito Federal após a proclamação da Constituição de 1891.
Com a mudança da capital do país para Brasília, o antigo Distrito Federal tornou-se o estado da Guanabara. Com a fusão dos estados da Guanabara e do Rio de Janeiro, em 1975, a cidade do Rio de Janeiro deixou de ser compreendida no estado da Guanabara, fundido com o estado do Rio de Janeiro, retornando à condição de capital fluminense.